# Elecciones presidenciales de Filipinas de 1969
Las elecciones presidenciales de Filipinas de 1969 se celebraron el 11 de noviembre. Ferdinand Marcos obtuvo un amplio triunfo con el 61.47% de los votos, y se convirtió en el último presidente de la historia electoral filipina en ganar una reelección, puesto que después de su derrocamiento en 1986, se modificó la constitución para que el mandato presidencial durara seis años y estuviera prohibida la reelección. Al igual que en la elección anterior, doce candidatos se presentaron, pero solo Marcos y Sergio Osmeña, Jr. tuvieron posibilidades de recibir una verdadera cantidad de votos. Fueron las últimas elecciones de la Tercera República Filipina, puesto que en 1972, Marcos decretaría la Ley marcial y se convertiría en dictador, iniciando un largo régimen autoritario que duraría hasta 1986, luego de su derrocamiento en la Revolución EDSA. No volvería a haber una elección presidencial completamente libre y justa en Filipinas hasta 1992.

## Resultados

### Presidenciales
| Candidatos           | Candidatos            | Partidos                               | Votos      | %      |
| -------------------- | --------------------- | -------------------------------------- | ---------- | ------ |
|                      | Ferdinand Marcos      | Partido Nacionalista                   | 5.017.343  | 61.47% |
|                      | Sergio Osmeña, Jr.    | Partido Liberal                        | 3.143.122  | 38.51% |
|                      | Pascual Racuyal       | Independiente                          | 778        | 0.01%  |
|                      | Segundo Baldovi       | Partido ng Bansa (Party of the Nation) | 177        | 0.01%  |
|                      | Pantaleon Panelo      | Independiente                          | 123        | 0.01%  |
|                      | German Villanueva     | Independiente                          | 82         | 0.01%  |
|                      | Gaudencio Bueno       | New Leaf Party                         | 44         | 0.01%  |
|                      | Angel Comagon         | Independiente                          | 35         | 0.01%  |
|                      | Cesar Bulacan         | Independiente                          | 31         | 0.01%  |
|                      | Espiridion Buencamino | Partido Nacional                       | 23         | 0.01%  |
|                      | Nic Garces            | Partido Filipino Pro-Socialista        | 23         | 0.01%  |
|                      | Benilo Jose           | Independiente                          | 23         | 0.01%  |
|                      |                       |                                        |            |        |
| Total                | Total                 | Total                                  | 8.061.804  | 100%   |
|                      |                       |                                        |            |        |
| Votos válidos        | Votos válidos         | Votos válidos                          | 8.061.804  | 98.3%  |
| Votos anulados       | Votos anulados        | Votos anulados                         | 140.989    | 1.7%   |
| Votos en total       | Votos en total        | Votos en total                         | 8.202.793  | 79.6%  |
| Votantes registrados | Votantes registrados  | Votantes registrados                   | 10.300.793 |        |

### Vicepresidenciales
| Candidatos           | Partidos             | Partidos                        | Resultados | Resultados |
| Candidatos           | Partidos             | Partidos                        | Votos      | %          |
| -------------------- | -------------------- | ------------------------------- | ---------- | ---------- |
| Fernando López       |                      | Partido Nacionalista            | 5.001.737  | 62.75%     |
| Genaro Magsaysay     |                      | Partido Liberal                 | 2.968.526  | 37.24%     |
| Victoriano Mallari   |                      | Partido de la Nación            | 229        | 0.00%      |
| Modesto T. Jalandoni |                      | Partido Filipino Pro-Socialista | 161        | 0.00%      |
| Votos válidos        | Votos válidos        | Votos válidos                   | 7,790,653  | 97.2%      |
| Votos anulados       | Votos anulados       | Votos anulados                  | 232.140    | 2.8%       |
| Votos en total       | Votos en total       | Votos en total                  | 8.202.793  | 79.6%      |
| Votantes registrados | Votantes registrados | Votantes registrados            | 10.300.793 | 100.00%    |